# Midori (licor)

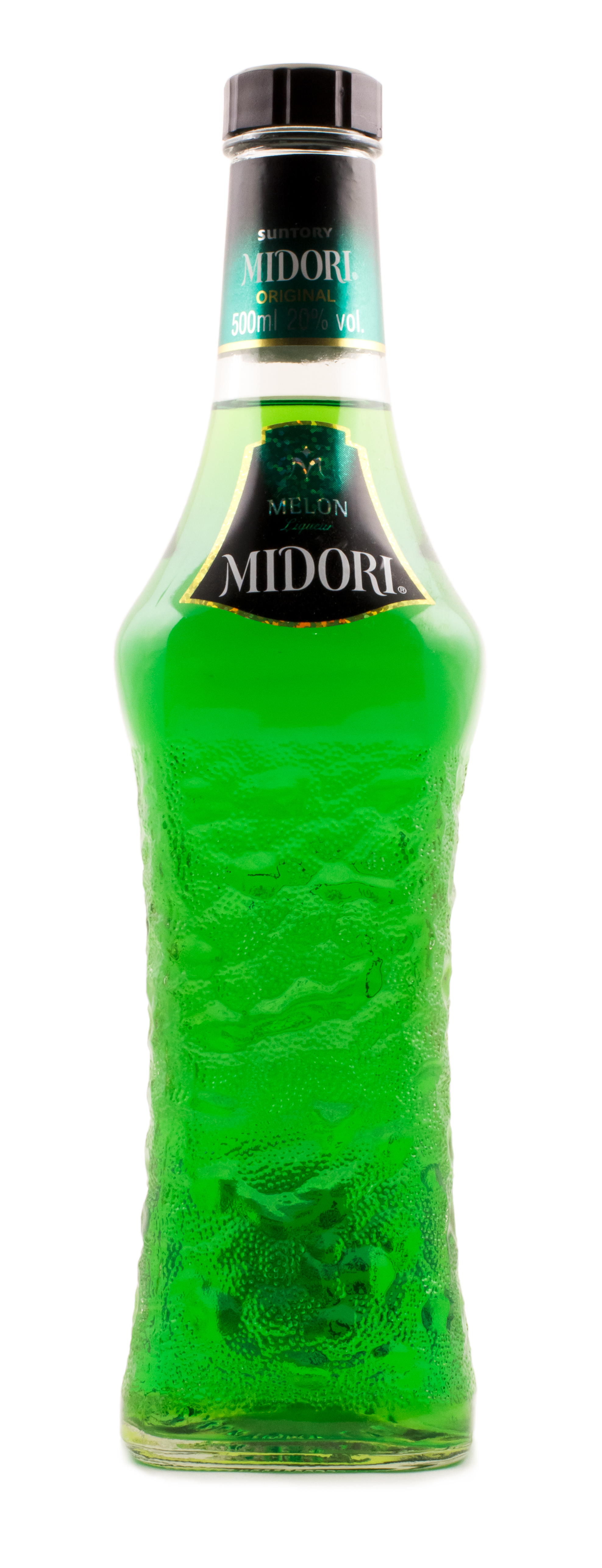
Uma garrafa de Midori produzida antes de 2013.

Midori é um licor japonês produzido pela empresa Suntory Ltd. Ele é produzido no Japão, nos Estados Unidos, no México e na França. Até o ano de 1987, ele era produzido exclusivamente no Japão. Tipicamente, o licor contém 20-21% de álcool por volume.
Seu nome é a palavra japonesa para a cor verde, midori (みどり).

## História
O licor foi originalmente desenvolvido por Shinjiro Torii, fundador da Suntory, que desejava criar um licor "ocidental". Em 1964, após a morte de Torii, a empresa lançou o Hermes Melon Liqueur, um licor de melão-comum e melão yubari, que viria a ser uma espécie de protótipo para o licor Midori. A bebida foi um sucesso em todo o Japão, e a receita foi sendo aprimorada a partir disso.
A bebida como é hoje em dia foi originalmente lançada nos Estados Unidos, em 1978, durante uma festa no Studio 54, lendária discoteca em Manhattan. A festa era organizada pela equipe técnica, produtores e atores do filme Embalos de Sábado à Noite. No mesmo ano, o licor foi usado nas duas receitas vencedoras da competição anual de coquetéis da Associação Estadounidense de Bartenders (US Bartenders Guild), sendo utilizado para a preparação dos coquetéis "The Universe" e "Green Goddess". No mesmo ano, a bebida foi lançada na Austrália.
Em 1980, a bebida foi lançada no Reino Unido, e no ano seguinte, no Canadá e na Suécia. Nesse ponto, Midori já havia vendido mais de cem mil unidades pelo mundo todo; o suficiente para que, em 1983, fosse lançado no mercado de outros vinte países. Apesar de ser feito no Japão, ele só foi comercializado no país a partir de 1984.
A produção de Midori no México se iniciou em 1987 e na França em 2003, dois anos depois da bebida ter alcançado a marca de mais de 250000 caixas vendidas.
Em 2013, a embalagem da bebida foi alterada pela primeira vez desde sua criação. Hoje em dia, a marca possui uma linha chamada “Midori Ready-to-serve”, de populares drinques feitos com o licor já engarrafados. Os produtos da linha incluem "Skinny girl margarita", "Sour", "Pineapple" e "Pineapple & coconut". 